# NGC 701
NGC 701 é uma galáxia espiral barrada (SBc) localizada na direcção da constelação de Cetus. Possui uma declinação de -09° 42' 12" e uma ascensão recta de 1 horas, 51 minutos e 03,8 segundos.
A galáxia NGC 701 foi descoberta em 10 de Janeiro de 1785 por William Herschel.